# La comunidad
La comunidad es una película española de suspense y comedia negra del 2000 dirigida por Álex de la Iglesia y protagonizada por Carmen Maura, entre un extenso reparto coral.

## Sinopsis
Julia (Carmen Maura) es una mujer sin mucho éxito en la vida que trabaja para una inmobiliaria. Está casada con Ricardo (Jesús Bonilla), un hombre negativo y mediocre.
Julia va a mostrar un apartamento de la inmobiliaria, y por una serie de casualidades y una gotera del piso de arriba, termina descubriendo que el solitario anciano que acaba de fallecer allí entre basura escondía 300 millones de pesetas. Lo más  sencillo sería irse con el dinero, pero no va a ser nada fácil...

## Reparto principal
| Intérprete            | Personaje         |
| --------------------- | ----------------- |
| Carmen Maura          | Julia García      |
| Eduardo Antuña        | Charly            |
| María Asquerino       | Encarna           |
| Jesús Bonilla         | Ricardo           |
| Marta Fernández Muro  | Paquita           |
| Paca Gabaldón         | Hortensia         |
| Ane Gabarain          | Karina            |
| Sancho Gracia         | Castro            |
| Emilio Gutiérrez Caba | Emilio            |
| Kiti Mánver           | Dolores           |
| Terele Pávez          | Ramona            |
| Roberto Perdomo       | Oswaldo           |
| Manuel Tejada         | Julián Chueca     |
| Enrique Villén        | Domínguez         |
| Eduardo Gómez         | García            |
| Antonio de la Torre   | Quique            |
| Gorka Aguinagalde     | Camillero 1       |
| Ramón Barea           | Pradillo          |
| Mariví Bilbao         | Señora Enjoyada 1 |
| Silvia Casanova       | Señora Enjoyada 2 |
| Andrés de la Cruz     | Armandito         |
| Borja Elgea           | Luis              |
| Ion Gabella           | Camillero 2       |
| Lander Iglesias       | José Bombero      |
| Ione Irazábal         | Ana               |
| Javier Jurdao         | Traseúnte         |
| Otilia Laiz           | Miriam            |
| Carlos Lucas          | Cliente Bar 1     |
| Aitor Mazo            | Paco Bombero      |
| José María Sacristán  | Cliente Bar 2     |
| Rodolfo Sancho        | Pacheco           |
| Manuel Tallafé        | Ricky             |
| Luis Tosar            | Gómez             |
| Juan Viadas           | Carlos            |
| Eguzki Zubia          | Marta             |
| Biaffra               | Cliente bar       |
| Telmo Esnal           | Basurero          |

## Producción
El rodaje de la película tuvo lugar en el barrio de La Latina de Madrid.

## Premios

### Festival Internacional de Cine de San Sebastián
| Año  | Categoría                         | Persona      | Resultado |
| ---- | --------------------------------- | ------------ | --------- |
| 2000 | Concha de Plata a la mejor actriz | Carmen Maura | Ganadora  |

### XV edición de los Premios Goya
| Categoría                     | Persona                                                           | Resultado  |
| ----------------------------- | ----------------------------------------------------------------- | ---------- |
| Mejor película                | Mejor película                                                    | Candidata  |
| Mejor director                | Álex de la Iglesia                                                | Candidato  |
| Mejor actriz protagonista     | Carmen Maura                                                      | Ganadora   |
| Mejor actriz de reparto       | Terele Pávez                                                      | Candidata  |
| Mejor actor de reparto        | Emilio Gutiérrez Caba                                             | Ganador    |
| Mejor guion original          | Álex de la Iglesia Jorge Guerricaechevarría                       | Candidatos |
| Mejor música original         | Roque Baños                                                       | Candidato  |
| Mejor fotografía              | Kiko de la Rica                                                   | Candidato  |
| Mejor montaje                 | Alejandro Lázaro                                                  | Candidato  |
| Mejor dirección artística     | José Luis Arrizabalaga Biaffra                                    | Candidatos |
| Mejor dirección de producción | Juanma Pagazaurtundua                                             | Candidato  |
| Mejor vestuario               | Francisco Delgado                                                 | Candidato  |
| Mejor maquillaje y peluquería | José Quetglas Mercedes Guillot                                    | Candidatos |
| Mejor sonido                  | Antonio Rodríguez Mármol Jaime Fernández James Muñoz José Vinader | Candidatos |
| Mejores efectos especiales    | Félix Bergés Raúl Romanillos Pau Costa Julio Navarro              | Ganadores  |

### Fotogramas de Plata
| Categoría               | Persona                 | Resultado |
| ----------------------- | ----------------------- | --------- |
| Mejor película española | Mejor película española | Ganadora  |
| Mejor actriz de cine    | Carmen Maura            | Ganadora  |

### Unión de Actores
| Categoría                                 | Persona               | Resultado |
| ----------------------------------------- | --------------------- | --------- |
| Mejor interpretación protagonista de cine | Carmen Maura          | Ganadora  |
| Mejor interpretación secundaria de cine   | Emilio Gutiérrez Caba | Ganador   |
| Mejor interpretación de reparto de cine   | Terele Pávez          | Ganadora  |

### Medallas del Círculo de Escritores Cinematográficos de 2000[5]
| Categoría              | Persona               | Resultado |
| ---------------------- | --------------------- | --------- |
| Mejor actriz           | Carmen Maura          | Ganadora  |
| Mejor actor secundario | Emilio Gutiérrez Caba | Ganador   |
| Mejor montaje          | Alejandro Lázaro      | Ganador   |

## DVD
El DVD de la cinta salió a la venta el 9 de mayo de 2001. Los extras incluyen el audiocomentario del director, la descripción de los habitantes de la comunidad, el making off de la película y el DVD, las escenas eliminadas, los premios Goya que obtuvo y a los que fue nominada, el teaser, la galería de fotos y el cortometraje Mirindas asesinas.